# NGC 252
NGC 252は、アンドロメダ座にあるレンズ状銀河である。1786年にウィリアム・ハーシェルによって発見された 。